# セサミストリートの楽曲一覧
セサミストリートの楽曲一覧は、1969年からアメリカ合衆国で放送されている子供向け番組「セサミストリート」の楽曲リスト。日本で2004年10月から2007年9月までテレビ東京とテレビ東京系列で放送されていた日本オリジナル版もリストに含める。

## 楽曲リスト
| 曲名                                  | 歌 | 作詞・作曲                                                                        | 初登場回             | 備考 |
| ------------------------------------- | --- | --------------------------------------------------------------------------------- | -------------------- | --- |
| "1234"                                | フェイスト |                                                                                   | #4161                | 2007年に発売された曲のカバー                                                                                           |
| "14 Carrot Love"                      | ポリー・ダルトンとベニー・ラビット                                                                                              | ナンシー・サンス (作詞) チェリル・ハードウィック (作曲)                           | #2811                | |
| "A Baby's Life"                       | マペットたち |                                                                                   | #1423                | |
| "'A' You're Adorable"                 | ジャック (ジム・ヘンソン) | バディー・ケイ、フレッド・ワイズ (作詞) シドニー・リップマン (作曲)               | #23                  | |
| "A Little Bit"                        | ジョー・ラポーゾ | ジョー・ラポーゾ（作詞・作曲）                                                    | #160                 | |
| "A New Way to Walk"                   | オインカー・シスターズ ↓ デスティニーズ・チャイルド                                                                             | マーク・サルツマン（作詞） ジョー・ラポーゾ（作曲）                               | #2268                | |
| "A Very Simple Dance"                 | デヴィッド（ノーザン・キャロウェイ） ↓ マイク（ワード・サックストーンと子供たち）                                               | キャロル・ホール (作詞) サム・ポトル (作曲)                                       | #737                 | |
| "ABC-DEF-GHI"                         | ビッグバード (キャロル・スピニー)                                                                                               | ジョン・ストーン (作詞) ジョー・ラポーゾ (作曲・作詞)                             | #96                  | |
| "Adding"                              | マペットたち (ジェリー・ネルソン)                                                                                               | エミリー・キングスリー (作詞) ジェフ・モス (作曲)                                 | #243                 | |
| アドベンチャー（Adventure）           | アン・ヴォーグ | クリストファー・サーフ（作詞）                                                    | #2951                | |
| "African Alphabet"                    | レディスミス・ブラック・マンバーゾ ポール・サイモン カーミット（ジム・ヘンソン）                                                | ジョー・ラポーゾ                                                                  | #2360                | |
| "African Animal Alphabet"             | | サラ・ダーキー (作詞) and ポール・ジャコブズ (楽曲)                               | #3396                | |
| "Ah, For the Joys of the Countryside" | バリトンの女性歌手 (ジム・ヘンソン)                                                                                             | デヴィッド・アクセロッド (作詞) サム・ポトル (作曲)                               | #1008                | |
| "The Alligator King"                  | ラッド・ラッキー | ドン・ハドリー (作詞), ターク・マーフィー (作曲), バッド・ラッキー (作曲)         | #411                 | 後にこの歌は、ジェリー・ネルソンとリチャード・ハントが披露した。                                                       |
| "Air"                                 | ビップ・ビッパードッター (ジム・ヘンソン), (マーティン・P・ロビンソン), (デヴィッド・ラッドマン、リチャード・ハント)            | ルイス・サンテイロ (作詞) ジョー・ラポーゾ (作曲)                                 | #2568                | |
| "Air"                                 | ガイ・スマイリー (ジム・ヘンソン)                                                                                               | エミリー・キングスリー (作詞) クリストファー・サーフ (作曲)                       | #2682                | |
| "All by Myself"                       | プレーリー・ドーン（フラン・ブリル） オインカー・シスターズ / ソーイ・オインカー                                                | ジェフ・モリス（作詞）                                                            | #1824                | |
| "Alone Song"                          | ビッグバード | サム・ポットル（作詞）                                                            | #921                 | |
| "Alphabet Jungle"                     | | デニス・スコット（作詞）                                                          | #2733                | |
| "Alphabet Polka"                      | ジョン・キャンディ | クリストファー・サーフ、ノーマン・スティルズ（作詞）                              | #2284                | ポーランド人に対する不適切な歌詞が含まれていたとして削除されている。                                                   |
| "Amigo"                               | カルロス (ジェリー・ネルソン） ベティ・ルー（フラン・ブリル） 「Friend」をスペイン語で話すマペットたち                          | キャロル・ホール（作詞）                                                          | #2042                | |
| "Antarctica"                          | 2人のマペットたち（声：ポール・ジェイコブズ、アイヴィー・オースティン）とペンギンさん                                           | エミリー・キングスリー、クリストファー・サーフ（作詞）                            | #2938                | |
| "'B' is for Books"                    | ファレル・ウィリアムズ | クエストラブ (作詞)                                                               | #4626                | |
| "'B' is for Bubble"                   | |                                                                                   | #8                   | 「Three Blind Mice」に合わせて歌いながら、子供たちがシャボン玉を吹く。                                                 |
| "Baa Baa Black Sheep"                 | テリーと3匹のヒツジ | マーティン・P・ロビンソン（作詞）                                                 | Kids' Favorite Songs | |
| "Baby Say It Loud"                    | グラディス・ザ・カウ | ルイス・サンテイロ（作詞） でイヴ・コナー（作曲）                                 | #2285                | ゴードン、スーザンと子供たち                                                                                           |
| "Baby Say it Loud"                    | テリーとエルモ | ルイス・サンテイロ（作詞） でイブ・コナー（作曲）                                 | #3611                | 第2285話のリテイク版                                                                                                   |
| "Be Doodle Dee Dum"                   | エルモ | ジェフ・モス                                                                      | #3613                | |
| "Baa Baa Bamba"                       | ルイス（エミリオ・デルガード）、ひつじと様々な動物たち La Bambaの歌に合わせて                                                   | ジョー・ラポーゾ、ルイス・サンテイロ                                              | #2360                | |
| "Baking a Cake"                       | |                                                                                   |                      | ポール・フィアーリンガーが手掛けたストップモーション・アニメーション。「Teeny Little Super Guy」に続いて使われている。 |
| "Barn in the USA",                    | ブルース・ストリングビーン (クリストファー・サーフ)、セサミストリート・バンド ブルース・ストリングビーン、E・ストリート・バンド | クリストファー・サーフ、エミリー・キングスリー                                    | #2991                | |
| "The Batty Bat"                       | カウント伯爵（ジェリー・ネルソン）                                                                                              | ジョー・ラポーゾ                                                                  | #2096                | |
| "Be My D"                             | ディディ・オーデイ ザ・デュー・ドロップス                                                                                       | エミリー・キングスリー（作詞） ドナルド・アラン・シーガル、サム・ポットル（作曲） | #1449                | |
| "Beginning Middle and End"            | ポール・ジェイコブス | サラ・ダーキー（作詞） クリストファー・サーフ（作曲）                             | #2556                | アニメーション担当：サリー・クリークシャンク                                                                           |
| "Bein' A Pig"                         | ぶた（ジョー・ラポーゾ） | ジョー・ラポーゾ                                                                  | #2356                | |
| 緑でいるのは楽じゃない                | カーミット（ジム・ヘンソン） | ジョー・ラポーゾ                                                                  | #87                  | 後にフランク・シナトラ、ヴァン・モリソンなどがカバーしている。                                                         |
| "Believe in Yourself"                 | ダイアナ・ロス、ネヴィル・ブラザーズ、レイ・チャールズ、NSYNC、ほか                                                             | ジョー・ラポーゾ                                                                  | #401                 | |
| "Benny Hop"                           | ベニー・ラビット（ケヴィン・クラッシュ）                                                                                        |                                                                                   | #3301                | |
| "Bert's Blanket"                      | ヒツジ（ジェリー・ネルソン、ケヴィン・クラッシュ、アイヴィー・オースティーン） バート（フランク・オズ）                         | クリストファー・サーフ、サラ・コンプトン                                          | #2391                | |
| Best Friends（最高のともだち）        | テリーとベビー・ベア |                                                                                   | #3140                | ジーナとサビオン・グローバー                                                                                           |
| "Between"                             | ジェフ・レッド |                                                                                   | #2738                | ウェイン・ブレディ |
| "Big, Bigger, Biggest"                | | クリストファー・サーフ                                                            | #3731                | |
| "Black Eye Peas"                      | | グラハム・プレスケット                                                            | #917                 | |
| "Blue Nosed Gopher"                   | | グラハム・プレスケット                                                            | #972                 | |
| "The Boogie-Woogie Piggies"           | オインカー・シスターズ | トニー・ゲイス                                                                    | #2922                | |
| "Bones (Inside of you)"               | カウント伯爵（ジェリー・ネルソン）                                                                                              | ジェフ・モス                                                                      | #1386                | |
| "Budgie #10 Song"                     | ジーン・ブレッタ | ジーン・ブレッタ                                                                  | #3526                | |
| "But I Like You"                      | バートとアーニー（フランク・オズ、ジム・ヘンソン）                                                                              | ジェフ・モス                                                                      | #1952                | |
| 宇宙のC（C in Space）                 | ジーン・ブレッタ | ジーン・ブレッタ                                                                  | #3729                | |
| CはクッキーのC                        | クッキーモンスター（フランク・オズ）                                                                                            | ジョー・ラポーゾ                                                                  | #372                 | オリジナルバージョンではジム・ヘンソンが監督をしている。                                                               |

### その他
- シング

1970年代の放送から長くにわたって歌われている。日本語訳も存在する。
- みんな違ってみんないい

1980年代の放送から披露されている。2018年にはジュリアも歌っている。
- アヒルくんのうた（Rubber Duckie Theme）

1970年代からアーニーが歌を披露しており、1990年代にはリメイクされてパワーアップした。1994年にはリトル・リチャードがロック・バージョンで披露した。
- 鏡の中のモンスター

1990年代からグローバーが歌っている。ザ・シンプソンズが登場したことがあるが、カットバージョンも存在する。日本では日本語で歌っていたことがあり、「Hey! Wubba-man!」のところは「やーい、ワバ男！」という翻訳だった。
- エルモのうた（Elmo's Song）

エルモがスナッフィーとビッグバードに新しい曲を披露するときに考えた曲。1998年には、この曲を替え歌にしたものがエルモズワールドで使用されている。
- アルファベットのうた（Alphabet Song）

歌 - レイ・チャールズ
レイ・チャールズがピアノで演奏しながら歌っており、様々なアーティスト（ハリー・べラフォンテ、トニー・ベネット、パトリック・スチュアート など）たちがABCを歌う。
- 邦題不明（Pretty Great Performances）

歌 - プラシド・フラミンゴ（リチャード・ハント）、指揮 - 小澤征爾
第2485話（米国放送日：1988年5月13日）に初登場。フィル・ハーモニック（ジェリー・ネルソン（大川透））が指揮者の小澤を紹介し、プラシド・フラミンゴが歌を歌っているところを小澤が指揮をするというコーナー。
ほか多数

## テレビ東京版で流れた楽曲
HAHAHA～エルモのテーマ～
作詞・作曲 - 槇原敬之、歌 - エルモ（松本健太）
だいすきなとき～ティーナのテーマ～
作詞 - 武田浩、作曲・編曲 - CHARA、歌 - ティーナ（水城レナ）
きんにくロック～モジャボのテーマ～
作詞 - 武田浩、作曲・編曲 - YOSHI LOVINSON、歌 - モジャボ（田中英樹）
クッキーソング
作詞 - 武田浩、作曲・編曲 - 細野晴臣、歌 - クッキーモンスター（菊池慧）
そらをとびたいな～ビッグバードのテーマ～
作詞 - 松木創、作曲・編曲 - 矢野顕子、歌 - ビッグバード（鶴岡聡）
森の四季
歌 - エルモ（松本健太）とその仲間たち
静かな湖畔
歌 - エルモ（松本健太）、クッキーモンスター（菊池慧）、ビッグバード（鶴岡聡）、ティーナ（水城レナ）、モジャボ（田中英樹）、アーサー（竹田佳央里）、ピエール（水城レナ）
森のくまさん
歌 - エルモ（松本健太）、ビッグバード（鶴岡聡）
しあわせなら手をたたこう
歌 - エルモ（松本健太）、クッキーモンスター（菊池慧）、ビッグバード（鶴岡聡）
ABCソング
歌 - エルモ（松本健太）、モジャボ（田中英樹）、コンビニのおにいさん（HIRO）
むすんでひらいて
歌 - クッキーモンスター（菊池慧）、ティーナ（水城レナ）、モジャボ（田中英樹）、おねえさん（太田在）
かえるの合唱
歌 - エルモ（松本健太）、モジャボ（田中英樹）、アーサー（竹田佳央里）、ピエール（水城レナ）
うれしいな
作詞 - 武田浩、作曲・編曲 - CHARA、歌 - ティーナ（水城レナ）
クッキリアム序曲
歌 - クッキーモンスター（菊池慧）
ちょうちょう
歌 - ティーナ（水城レナ）、ビッグバード（鶴岡聡）
S.S.B.（SESAME STREET BOYS）
作詞 - m.c.A・T、作曲・編曲 - 富樫明生、歌 - ヒロおにいさん、エルモ（松本健太）、クッキーモンスター（菊池慧）
アーピーかぞえうた
作詞 - 武田浩、作曲・編曲 - 佐橋俊彦、歌 - アーサー（竹田佳央里）、ピエール（水城レナ）、セリフ：エルモ（松本健太）、ティーナ（水城レナ）、ヒロおにいさん
エルモのえかきうた
作詞 - 武田浩、作曲・編曲 - 有澤考孝紀、歌 - エルモ（松本健太）、ビッグバード（鶴岡聡）
SING
訳詞 - 星加ルミ子、作詞・作曲 - ジョー・ラポーゾ、編曲 - 佐藤秦将、歌 - エルモとなかまたち